# TV Esporte Notícias
TV Esporte Notícias foi um telejornal apresentado pela RedeTV! de segunda-feira a sexta-feira, às 11h45 e aos sábados às 14h00, misturando informações esportivas e notícias em geral, tendo a sua última edição exibida em 31 de janeiro de 2009. Este foi o primeiro telejornal brasileiro a dar ênfase aos assuntos esportivos, sem deixar de lado as informações em geral, base dos telejornais nos dias de hoje. Ainda, o programa oferecia dicas para diversão. Os debates e as entrevistas apresentavam temas polêmicos. Era um noticiário completo sobre cinema, política, economia, teatro, entretenimento, cultura, cidadania, esportes, carnaval, ciência e tecnologia, literatura, música, artes plásticas, dança, segurança e espetáculos.

## Histórico de apresentadores
O jornal foi criado em setembro de 2003, unindo os extintos programas TV Esporte e RTV!. A princípio, o primeiro bloco era dedicado somente ao esporte e os dois seguintes às notícias. O bloco de esporte era encerrado sempre com uma enquete, que durava até o final do programa. Seus primeiros apresentadores foram Fernando Vannucci e a Renata Maranhão.
A primeira mudança foi feita em junho de 2004: Renata assumiu o Leitura Dinâmica e deu lugar à Cláudia Barthel, então retornando de licença-maternidade.
Em setembro, é Vanucci quem deixa o programa. Cristina Lyra assume seu lugar. Em maio de 2005, ela abandona o programa para assumir o RedeTV! Esporte, substituída por José Carlos Bernardi. Com a chegada de Marcelo Rezende ao Jornal da TV!, que passa a ser RedeTV! News, o TV Esporte Notícias ganha nova formação com Augusto Xavier e Cláudia Barthel, que dura até 2008.
O programa que ultimamente era apresentado por Cristina Lyra e Flávia Noronha, e nos últimos dias, por Cláudia Barthel, saiu do ar em 31 de janeiro e 2009, por causa da construção de um novo estúdio da RedeTV! e nunca mais retornou, por motivos até hoje desconhecidos, especula-se que o verdadeiro motivo tenha sido contenção de despesas, já que o programa tinha um bom IBOPE.